# Daniele Soragni
Daniele Soragni (Modena, 17 giugno 1951) è un giornalista, autore televisivo e opinionista italiano.
È membro della giuria del Media Key Award che due volte all'anno assegna gli "Oscar" della pubblicità.

## Biografia
Nato a Modena, si è laureato in giurisprudenza ed è diventato giornalista professionista nel 1981. Le sue prime esperienze giornalistiche le ha compiute nella sua città, lavorando per RadioModena, Il Giornale e la Gazzetta di Modena. Dal 1985 lavora come giornalista per il periodico TV Sorrisi e Canzoni, per il quale ha seguito molte manifestazioni nazionali ed estere e svolto diversi reportage tra cui un'inchiesta sull'Unione Sovietica e al seguito dei soldati italiani nella loro missione di pace in Somalia nel 1993.
Nel 2009 avrebbe dovuto partecipare a La tribù - Missione India, reality show la cui messa in onda, per problemi tecnico-produttivi, è stata cancellata.
Nel 2010 è stato consulente per il film Somewhere diretto da Sofia Coppola. Nel marzo del 2012 ha pubblicato il libro Lucio Dalla. Là dove il mare luccica sul cantautore bolognese. Nell'ottobre 2012 ha collaborato al libro Panico! La sconfitta del mostro, intervistando l'avvocato Barbara Prampolini presidentessa del PIP, Pronto Intervento Panico.
Soragni è stato ospite a Pomeriggio Cinque come opinionista soprattutto per Grande Fratello.

## Programmi televisivi
- Emilio
- Sorrisi 40 anni vissuti insieme
- Scherzi a parte
- I magnifici 10
- Galleria di stelle
- La festa del disco
- Una madre di nome Teresa
- Cara Giulietta
- Questioni di feeling
- Stelle a quattro zampe
- Donna sotto le stelle
- Vota la voce
- Gran Premio Internazionale dello Spettacolo
- I ragazzi irresistibili - varietà musicale (2000)

## Pubblicazioni
- Daniele Soragni, Lucio Dalla. Là dove il mare luccica, Kenness Publishing, 2012, ISBN 9788890653957.
- Barbara Prampolini, Panico! La sconfitta del mostro, Incontri Editrice, 2012, ISBN 978-8896855461.
- Rosanna Mani e Daniele Soragni (a cura di), Il Telegatto. Storia del premio più ambito dalle star, Milano, Mondadori Comics, 2018, ISBN 978-8869265013.

## Riconoscimenti
- Gran Premio Internazionale dello Spettacolo
  - 1989 - Premio speciale Redazione di TV Sorrisi e Canzoni per Emilio
  - 1992 - Trasmissione dell'anno per Scherzi a parte